# Alchorneopsis
Alchorneopsis är ett släkte av törelväxter. Alchorneopsis ingår i familjen törelväxter.
Kladogram enligt Catalogue of Life:
| Alchorneopsis | \| \| Alchorneopsis floribunda \| \| \| \| \| \| Alchorneopsis portoricensis \| \| \| \| |
|               | \| \| Alchorneopsis floribunda \| \| \| \| \| \| Alchorneopsis portoricensis \| \| \| \| |
|               | Alchorneopsis floribunda                                                                 |
|               |                                                                                          |
|               | Alchorneopsis portoricensis                                                              |
|               |                                                                                          |